# A Kind of Magic
| 전문가 평가                   | 전문가 평가 |
| 평가 점수                     | 평가 점수   |
| 출처                          | 점수        |
| ----------------------------- | ----------- |
| AllMusic                      | [ 2 ]       |
| Chicago Tribune               | [ 3 ]       |
| Encyclopedia of Popular Music | [ 4 ]       |
| Kerrang!                      | [ 5 ]       |
| The Rolling Stone Album Guide | [ 6 ]       |

《A Kind of Magic》은 1986년 6월 3일, 영국의 EMI 레코드와 미국의 캐피틀 레코드에 의해 발매된 영국의 록 밴드 퀸의 열두 번째 스튜디오 음반이다. 이 음반은 디지털로 녹음된 그들의 첫 번째 스튜디오 음반이었고, 러셀 멀케이가 연출한 시리즈의 첫 번째 영화 《최후의 하이랜더》의 사운드트랙을 바탕으로 만들어졌다.
《A Kind of Magic》은 1985년 라이브 에이드에서 그들의 공연으로 찬사를 받은 이후 퀸이 발매한 첫 번째 음반이다. 이 음반은 영국에서 즉시 히트를 쳤고, 발매 첫 주에 100,000장이 팔렸다. 이 곡은 63주 동안 영국 차트에 머물렀고, 영국에서만 600,000장이 팔렸다. 이 음반은 음반의 타이틀곡 〈A Kind of Magic〉, 〈One Vision〉, 〈Friends Will Be Friends〉, 〈Who Wants to Live Forever〉를 발매했는데, 이 곡들은 마이클 카멘이 지휘하는 오케스트라가 피처링한 것으로, 이 음반의 마지막 트랙인 〈Princes of the Universe〉는 《최후의 하이랜더》의 주제곡이다.
비록 퀸이 프레디 머큐리가 살아있는 상태에서 또 다른 두 장의 음반을 발매할 것이지만, 《A Kind of Magic》은 다음 해에 에이즈 진단을 받았기 때문에 콘서트 투어와 함께 홍보된 그의 마지막 음반이 될 것이다.

## 배경 및 녹음
이 음반은 1986년 영화 《최후의 하이랜더》의 비공식 사운드트랙의 지위를 누리고 있지만, 공식 사운드트랙 음반은 발매되지 않았다. "A Kind of Magic"이라는 제목은 코너 맥리오드(크리스토퍼 램버트)가 그의 불멸을 묘사하기 위해 말하는 대사 중 하나에서 파생되었다. 비록 버전은 다르지만, 음반에 수록된 9곡 중 6곡이 영화에 등장했다. 《최후의 하이랜더》에 등장하지 않은 세 곡은 영화 《아이언 이글》에서 1년 전 선보인 〈Pain Is So Close to Pleasure〉, 〈Friends Will Be Friends〉, 〈One Vision〉이다. 반대로, 《최후의 하이랜더》의 한 장면을 위해 특별히 만들어진 〈Theme from New York, New York〉의 녹음은 《A Kind of Magic》에는 나타나지 않으며, 사실 지금까지 음반 형태로 발매된 적이 없다. 밴드 멤버 브라이언 메이의 《Greatest Video Hits 2》 DVD (2003년)에 대한 진술에 따르면, 적어도 그 시점에서, 그는 미래에 제대로 된 《최후의 하이랜더》 사운드트랙을 작업할 의도가 있었다. 한 장면에서, 이전에 발매된 《The Works》 음반의 노래인 〈Hammer to Fall〉의 일부가 라디오에서 재생된다.

## 곡 목록
언급하지 않는 한 모든 리드 보컬은 프레디 머큐리이다.
| #  | 제목                             | 작사·작곡                                          | 재생 시간 |
| -- | -------------------------------- | -------------------------------------------------- | --------- |
| 1. | 〈One Vision〉                   | 로저 테일러, 프레디 머큐리, 브라이언 메이, 존 디콘 | 5:11      |
| 2. | 〈A Kind of Magic〉              | 테일러                                             | 4:24      |
| 3. | 〈One Year of Love〉             | 디콘                                               | 4:27      |
| 4. | 〈Pain Is So Close to Pleasure〉 | 머큐리, 디콘                                       | 4:21      |
| 5. | 〈Friends Will Be Friends〉      | 머큐리, 디콘                                       | 4:06      |

| #  | 제목                                 | 작사·작곡 | 리드 보컬     | 재생 시간 |
| -- | ------------------------------------ | --------- | ------------- | --------- |
| 1. | 〈Who Wants to Live Forever〉        | 메이      | 머큐리와 메이 | 5:15      |
| 2. | 〈Gimme the Prize (Kurgan's Theme)〉 | 메이      |               | 4:33      |
| 3. | 〈Don't Lose Your Head〉             | 테일러    |               | 4:38      |
| 4. | 〈Princes of the Universe〉          | 머큐리    |               | 3:33      |

## 인증
| 국가                                                  | 인증        | 판매량/출하량 |
| ----------------------------------------------------- | ----------- | ------------- |
| 오스트리아 (IFPI 오스트리아)                          | 플래티넘    | 50,000*       |
| 프랑스 (SNEP)                                         | 골드        | 206,000       |
| 독일 (BVMI)                                           | 3× 골드     | 750,000^      |
| 뉴질랜드 (RMNZ)                                       | 골드        | 7,500^        |
| 폴란드 (ZPAV) 2008 Agora SA album reissue             | 3× 플래티넘 | 60,000*       |
| 스페인 (PROMUSICAE)                                   | 플래티넘    | 100,000^      |
| 스위스 (IFPI 스위스)                                  | 2× 플래티넘 | 100,000^      |
| 영국 (BPI)                                            | 2× 플래티넘 | 600,000^      |
| 미국 (RIAA)                                           | 골드        | 500,000^      |
| *판매량을 기반으로 한 인증 ^출하량을 기반으로 한 인증 |             |               |